# William John McKeag
William J. McKeag, né le 17 mars 1928 et mort le 23 août 2007, est un homme politique canadien, Lieutenant-gouverneur de la province du Manitoba de 1970 à 1977.